# Something About Us
Singles de Daft Punk
Harder, Better, Faster, Stronger
(2001) Robot Rock
(2005)
Pistes de Discovery
High Life
(8) Voyager
(10)
Something About Us est une chanson de Daft Punk, cinquième single extrait de leur deuxième album Discovery. C'est le thème d'amour du film Interstella 5555: The 5tory of the 5ecret 5tar 5ystem.

## Liste des pistes
Single
1. Something About Us (Love Theme from Interstella 5555) - 2 min 15 s
2. Veridis Quo - 5 min 45 s
3. Voyager (Dominique Torti's Wild Style Edit) - 6 min 32 s
4. Something About Us (Album Version) - 3 min 52 s

CD-Maxi Virgin
1. Something About Us (Video Edit) - 2 min 14 s
2. Veridis Quo - 5 min 45 s
3. Voyager (Dominique Torti's Wild Style Edit)- 6 min 32 s
4. Something About Us - 3 min 52 s

- Extras:
  - Something About Us (Video)

## Classement par pays
| Classement (2008) | Meilleure position |
| ----------------- | ------------------ |
| France (SNEP)     | 93                 |

## Reprise
La chanson a été reprise par la chanteuse japonaise de jazz Juju sortie dans le single de sa chanson Natsu no Hana en 2007.